# Danika Yarosh
Danika Yarosh (Morristown, 1 oktober 1998) is een Amerikaans actrice. Ze speelde onder andere in de Showtime televisieserie Shameless en Heroes Reborn. Ook speelde ze naast Tom Cruise in de film Jack Reacher: Never Go Back.

## Vroegere leven
Yarosh werd geboren in Bedminster als de dochter van Victor en Linda Yarosh. Ze heeft een oudere zus Amanda, die ook acteert, een oudere broer Erik en een jongere broer Peter. Haar vader is onderdeel van de United States Air Force. Haar vroegere jaren woonde Yarosh in Bedminster.

## Biografie
Yarosh verscheen voor het eerst in een film door als figurant in de film Stepford Wives te verschijnen naast Nicole Kidman dat werd gefilmd in haar geboorteplaats. Ze begon met studeren en dansen en verscheen in een Off-Broadway productie en vervolgens op tienjarige leeftijd in de rol van danseres Karen in de Broadway productie Billy Elliot in het Imperial Theatre.
Yarosh verhuisde samen met haar moeder op twaalfjarige leeftijd naar Los Angeles en begon met het spelen van kleine rollen in televisieserie als 30 Rock en Law & Order: Special Victims Unit. Ook verscheen ze in 2012 in de film The Color of Time naast Mila Kunis en James Franco. Ze speelde hierin de eerste liefde van dichter C. K. Williams. Yarosh vertolkte daarnaast terugkerende rollen in de Nick at Nite sitcom  See Dad Run, en de Showtime televisieserie Shameless, waarin ze Dove Cameron in de latere serie verving. Ze nam een pauze van studeren toen ze werd gecast in de sciencefiction miniserie Heroes Reborn.
Yarosh had in 2016 haar eerste grote filmrol door Samantha te spelen in Jack Reacher: Never Go Back naast Tom Cruise. Ook speelde ze naast Erin Moriarty en Helen Hunt in het sportsdrama The Miracle Season. Hierin speelde ze Caroline "Line" Found, een volleybalspeelster van Iowa City West High School, waarvan haar team kampioen wordt nadat ze door een bromfietsongeval om het levens is gekomen. In jaar volgende rol werd Yarosh gecast naast Teri Polo en Dylan Walsh in Foreign Exchange, een drama geschreven door Chris Sivertson. Yarosh verscheen tevens in de film Back Roads, een film geregisseerd door Alex Pettyfer. Hierna voegde Yarosh zich bij de cast van het derde seizoen van de Netflix televisieserie Greenhouse Academy waarin ze Grace Van Dien verving in de rol van Brooke Osmond. In 2019 had Yarosh een rol in the tweede seizoen van de USA Network televisieserie The Purge als collegestudent Kelen Stewart.

## Filmografie

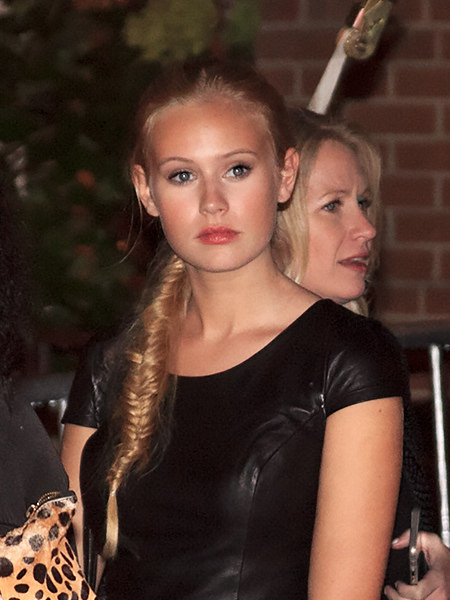
Yarosh tijdens het Internationaal filmfestival van Toronto in 2015

### Televisie en Film
| Jaar      | Titel                             | Rol                               | Opmerkingen                                             |
| --------- | --------------------------------- | --------------------------------- | ------------------------------------------------------- |
| 2004      | The Stepford Wives                | Kind in kermis                    | Ongeciteerd                                             |
| 2010      | Crush                             | Sarah                             | Korte film                                              |
| 2010      | Celebrity Ghost Stories           | Jonge Daryl                       | Aflevering #2.10                                        |
| 2010      | A Breath Away                     | Maria                             | Korte film                                              |
| 2011      | 30 Rock                           | School Girl                       | Aflevering: "TGS Hates Women"                           |
| 2011      | Angel                             | Abbey                             | Korte film                                              |
| 2011      | Nerd Wars                         | Ivanka                            | Korte film                                              |
| 2011      | A Christmas Wedding Tail          | Madison                           | Televisiefilm                                           |
| 2012      | In Plain Sight                    | Bonnie Arnett/Bonnie Wilson       | Aflevering "The Merry Wives of Witsec"                  |
| 2012      | Retribution                       | Ashlee Simmons                    | Televisiefilm                                           |
| 2012      | The Color of Time (a.k.a. Tar)    | Irene                             | Film                                                    |
| 2013      | 1600 Penn                         | Jessica                           | Aflevering: "Frosting/Nixon"                            |
| 2013–2014 | See Dad Run                       | Olivia                            | Terugkerende rol (9 afl.)                               |
| 2014–2015 | Shameless                         | Holly Herkimer                    | Terugkerende rol (11 afl.)                              |
| 2010–2015 | Law & Order: Special Victims Unit | Ariel Thornhill/Nicole Goshgarian | 3 afl.                                                  |
| 2015–2016 | Heroes Reborn                     | Malina Bennett                    | Hoofdrol (13 afl.)                                      |
| 2016      | Jack Reacher: Never Go Back       | Samantha Dutton                   | Film                                                    |
| 2017      | Chicago P.D.                      | Ellie Olstern                     | Aflevering: "I Remember Her Now "                       |
| 2018      | The Miracle Season                | Caroline "Line" Found             | Film                                                    |
| 2018      | Back Roads                        | Ashlee                            | Film                                                    |
| 2019-2020 | Greenhouse Academy                | Brooke Osmond                     | Hoofdrol (seizoen 3 en 4)                               |
| 2019      | Deadly Switch                     | Monica                            | Hoofdril                                                |
| 2019      | The Purge                         | Kelen Stewart                     | Terugkerende rol                                        |
| 2021      | Shameless Hall of Shame           | Holly Herkimer                    | Aflevering: "Debbie, Carl & Liam: They Grow Up So Fast" |
| 2023      | Great White Lies                  | Sofia                             | Korte film                                              |